# Гвоздичное масло

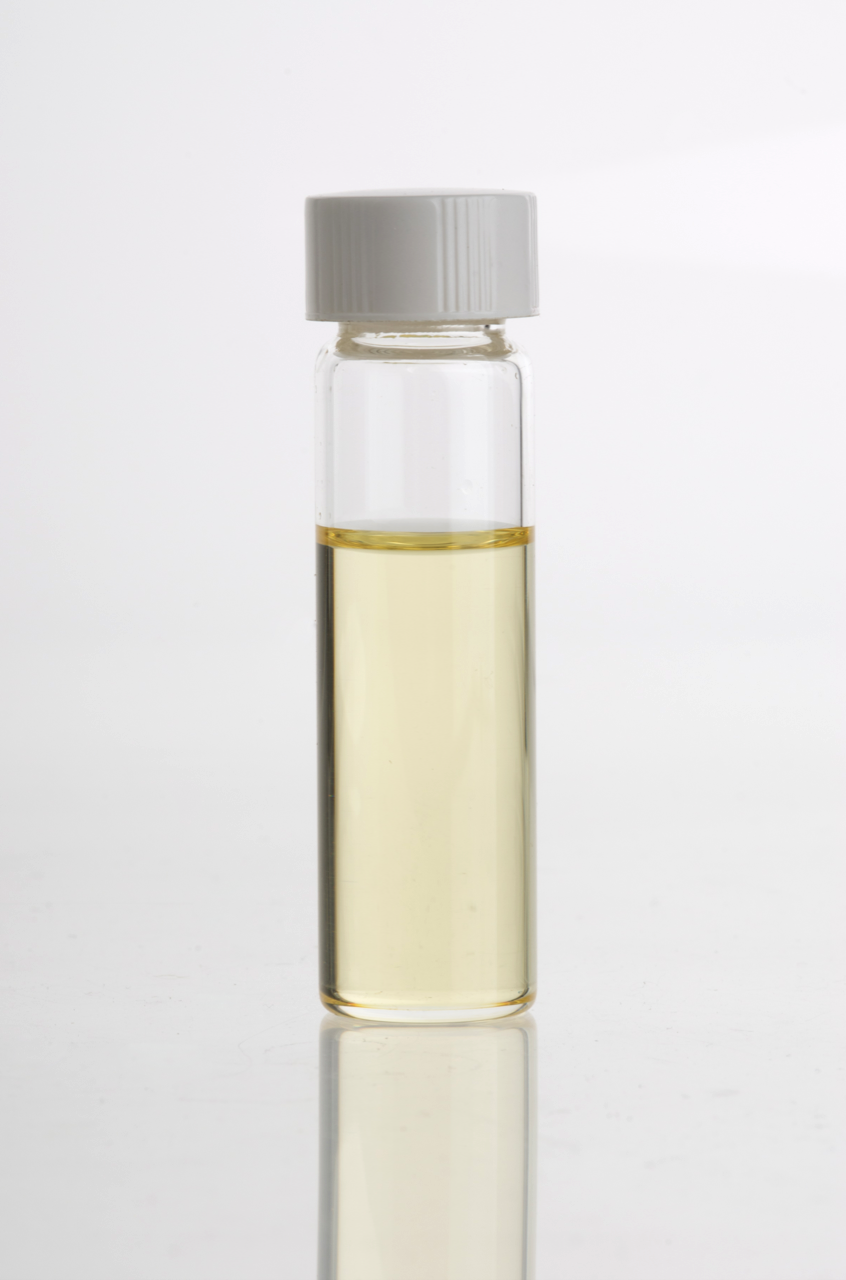
Гвоздичное масло

Гвоздичное масло — эфирное масло, которое содержится в цветочных почках, цветоножках, листьях и стеблях гвоздичного дерева (Syzygium aromaticum (L.) Merr. & Perry), произрастающего на островах Ява, Занзибар, Мадагаскар, Шри-Ланке, в Китае и других странах. Регистрационный номер CAS 8000-34-8.

## Свойства
Есть три типа гвоздичного масла:
Масло из цветочных почек
Гвоздичное масло (из цветочных почек) — подвижная бесцветная или жёлтая жидкость с запахом эвгенола и жгучим вкусом.
| tвсп, °С | {\displaystyle {\mbox{d}}_{20}^{20}} | {\displaystyle [{\mbox{n}}]_{\mbox{D}}^{20}} | ЛД50, г/кг                                      |
| -------- | ------------------------------------ | -------------------------------------------- | ----------------------------------------------- |
| +104     | 1,039 — 1,057                        | 1,528 — 1,540                                | 2,65 (крысы, перорально) > 5 (кролики, на коже) |

Растворимо в 70%-м этаноле (1:2) бензилбензоате, диэтилфталате, пропиленгликоле, растительных маслах; нерастворимо в воде, глицерине и минеральных маслах. Неустойчиво к щелочам, довольно устойчиво к органическим кислотам.
Масло из стеблей
Стебельное масло получают из веточек S. aromaticum. Оно состоит из 90—95 % эвгенола с другими незначительными составляющими.
Масло из листьев
Считается продуктом низшего сорта, так как содержит меньше всего эвгенола.

## Состав
В состав масла входят — эвгенол (более 70 %), ацетат эвгенола (до 13 %), кариофиллен, β-мирцен, α- и β-пинены, иланген, γ-селинен, β-элемен, гептанол, нонанол, бензиловый спирт, хавикол, бензальдегид, ванилин, фурфурол и фурфуриловый спирт, метилбензоат и другие вещества.

## Получение
Получают из сухих почек, цветоножек, листьев и стеблей путём отгонки с паром. Выход масла 17—21 % (из листьев). Эфирные масла из почек, цветоножек, листьев и стеблей вырабатывают и используют раздельно, так как они различаются по цвету, запаху и составу.
Основные производители — Мадагаскар, Индонезия и Танзания.

## Применение
Главным образом его используют для выделения эвгенола и получения изоэвгенола.

### Медицина
Было заявлено, что гвоздичное масло обладает широким спектром воздействия на здоровье, но нет достаточных медицинских данных, подтверждающих утверждения о его эффективности при использовании в качестве лечебного средства. Используется в бальзаме Золотая звезда. Как однокомпонентное лекарственное средство гвоздичное масло в России не зарегистрировано.
В Южной Корее и Индии эвгенол используется для облегчения зубной боли. При нанесении в область сгнившего зуба или в лунку после удаления зуба, может облегчить боль.
В Соединённых Штатах Америки Food and Drug Administration заключило, что эвгенол неэффективен для лечения зубной боли, и понизил его рейтинг в качестве обезболивающего средства из-за недостаточных данных для оценки его эффективности.

### Ветеринария
Масло гвоздики обычно используется для анестезии или эвтаназии лабораторных или домашних рыб. Его добавляют в воду и ждут пока рыба заснёт, потом можно проводить операции.

### Пищевая промышленность
Применяется в современных ароматизаторах, используется с целью стандартизации смесей, для замены традиционной пряности — сушёной гвоздики.

### Парфюмерия
Используется в производстве духов «восточного типа».

### Другие применения
Традиционно это масло используется для ухода за углеродистой сталью японских мечей вместе с порошком «учико» и рисовой бумагой.
Является народным средством против комаров и мошек.

### Сырьё для химического синтеза
Гвоздичное масло иногда применяют как сырьё для производства ванилина и др.